# مانسيو ليما
مانسيو ليما (بالبرتغالية: Mâncio Lima‏) هي بلدية تقع في البرازيل في أكري.[بحاجة لمصدر] يقدر عدد سكانها بـ 13,785 نسمة ومساحتها 4,672 كم2 .